# Jasmin Liechti
Pour les articles homonymes, voir Liechti.
Jasmin Liechti, née le 9 octobre 2002 à Berthoud, est une coureuse cycliste suisse.

## Biographie
Originaire de Berthoud, Jasmin Liechti débute le cyclisme au RV Ersigen, comme Marlen Reusser avant elle, après plusieurs années de pratique de la course d'orientation. À la reprise des compétitions à l'issue de la pandémie de covid-19, elle se tourne définitivement vers le cyclisme.
Spécialiste du contre-la-montre, elle se classe troisième du championnat de Suisse du contre-la-montre espoirs en 2022, pour sa seconde course officielle. La même année, elle termine deuxième du relais mixte espoirs (moins de 23 ans) aux championnats d'Europe sur route, aux côtés de Fabio Christen, Arnaud Tendon et Annika Liehner. En août de la même année, elle signe un contrat avec l'équipe du Centre mondial du cyclisme.
En 2024, elle devient championne de Suisse du contre-la-montre espoirs, puis est vice-championne du monde du contre-la-montre espoirs, à Zurich, à domicile. Elle termine également deuxième du championnat d'Europe de poursuite par équipes espoirs avec l'équipe de Suisse en juillet 2024.
En 2025, elle rejoint la toute nouvelle équipe Nexetis, dont l'objectif est le développement de la jeune génération suisse. Elle signe sa première victoire professionnelle dès le mois de mai, en remportant le contre-la-montre de la 3e étape de Gracia Orlová. Le 26 juin, elle prend la deuxième place du championnat de Suisse du contre-la-montre derrière Marlen Reusser, pour sa première participation en catégorie élites. Une semaine plus tard, elle gagne en solitaire la 4e étape du Tour du Portugal, avant de remporter le classement général final de l'épreuve.

## Palmarès sur route

### Par années
- 2022
  -  Médaillé d'argent du championnat d'Europe du contre-la-montre en relais espoirs
  - 3e du championnat de Suisse du contre-la-montre espoirs
- 2024
  -  Championne de Suisse du contre-la-montre espoirs
  -  Médaillée d'argent du championnat du monde du contre-la-montre espoirs
  - 2e du championnat de Suisse sur route espoirs
  - 4e du championnat d'Europe du contre-la-montre espoirs
  - 10e du championnat du monde sur route espoirs
- 2025
  - 3e étape de Gracia Orlová (contre-la-montre)
  - Tour du Portugal : 
    - Classement général
    - 4e étape

  - 2e de Gracia Orlová
  - 2e du championnat de Suisse du contre-la-montre

### Classements mondiaux
| Année                                 | 2022 | 2023 | 2024 |
| ------------------------------------- | ---- | ---- | ---- |
| Classement UCI                        | 935e | 788e | 256e |
|                                       |      |      |      |
| Légende : nc = non classéSource : UCI |      |      |      |

## Palmarès sur piste

### Championnats du monde
| Édition / Épreuve | Poursuite individuelle | Scratch |
| Glasgow 2023      | 19e                    | 14e     |

### Championnats d'Europe
| Édition / Épreuve      | Poursuite | Poursuite par équipes |
| Munich 2022            | 18e       |                       |
| Granges 2023           |           | 6e                    |
| Cottbus 2024 (espoirs) |           | Argent                |